# Іссик-Куль
42°26′ пн. ш. 77°11′ зх. д. / 42.433° пн. ш. 77.183° зх. д.
Іссик-Куль, або Ісіґ-кюл (кирг. Ысык-Көл) — безстічне озеро у Тянь-Шані, в Киргизстані, розташоване на висоті 1608 м; площа 6,2 тис. км², глибина до 668 м; частина акваторії під охороною, судноплавне.
Розташовано в міжгірській Іссик-Кульський улоговині між хребтом Кунгей-Алатау на півночі та хребтом Терскей Ала-Тоо на півдні. Довжина 178 км, найбільша ширина 60 км, глибина до 668 м (за іншими даними, до 702 м), середня глибина 278 м, об'єм води 1738 км³. У озеро впадає понад 50 річок, загальний річний стік яких перевищує 3 км³. Найбільші річки Джергалан (середня річна витрата води в гирлі 22 м³/сек) і Тюп, що впадають зі сходу; річка Чу, що протікає по західній околиці улоговини за декілька кілометрів від Іссик-Куля, нині не має зв'язку з озером. Стік з Іссик-Куля в Чу відбувався в багатоводні епохи при рівні озера на 10—12 м вище сучасного, через Боомську ущелину. Остання така епоха була в XVII—XVIII ст. Мінералізація води в озері -  5,8—5,9 ‰ 
Живлення річок змішане, з переважанням снігового; повноводні в кінці весни і влітку. Площа басейну Іссик-Куля близько 21,9 тис. км². Про розмах змін рівня, викликаних кліматичними коливаннями, свідчать озерні тераси заввишки 8—10 м і підводні руїни міст на глибині до 8 м. Протягом останніх двох сторіч рівень Іссик-Куля знижується: з 1886 року він упав на 4 м (за іншими даними, на 7 м); на цьому фоні відбуваються невеликі внутрішньосторічні коливання. З неотектонічними рухами пов'язано утворення високих терас (висота 35—40 м).
Береги Іссик-Куля розчленовані слабо, глибокі затоки є тільки на сході і південному сході (Тюпська, Джергаланська, Покровська бухта). Довжина берегової лінії 597 км, понад половину складають піщані береги, поширені також мулисті та галькові береги.

## Клімат

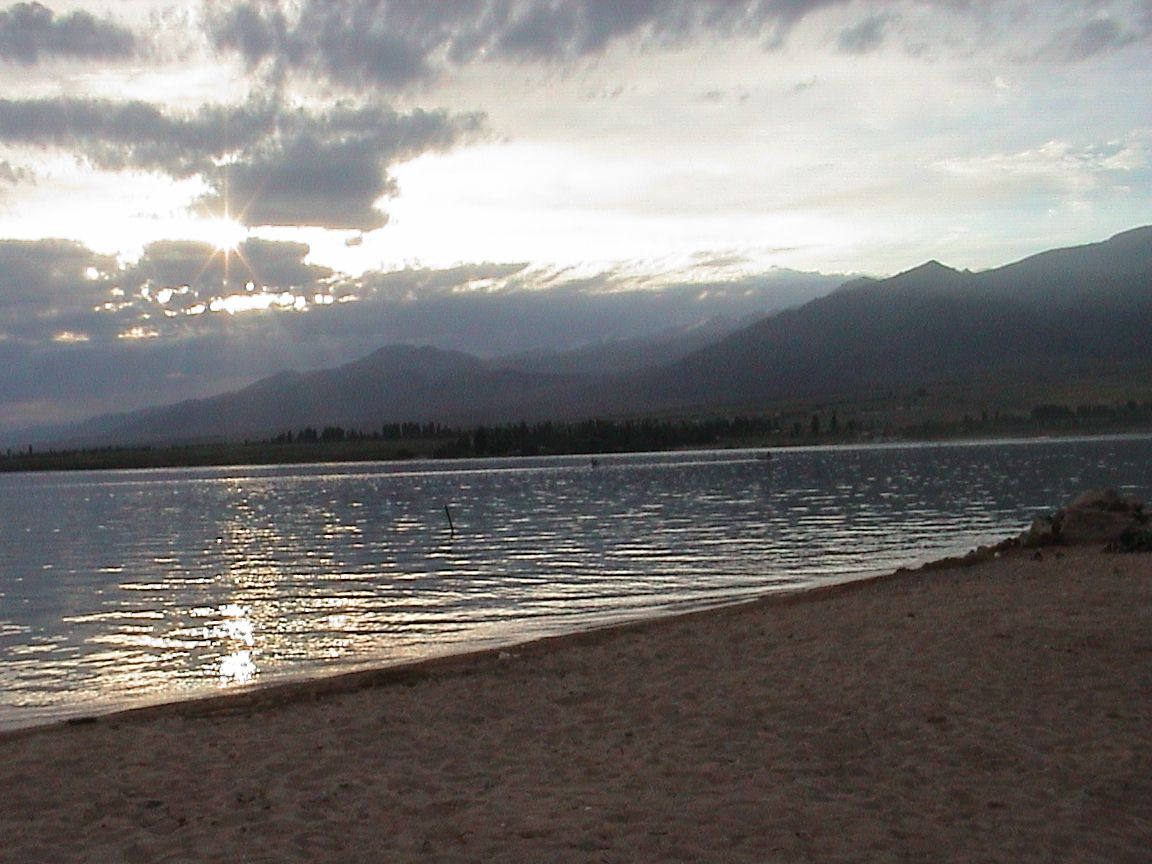
Захід сонця (2002)

Клімат озерної улоговини теплий, сухий, помірний. Температура повітря на узбережжі в липні 16—17 °C, в січні на заході від −2 до −3 °C, на сході від −4 до −7 °C. Середня кількість опадів над Іссик-Кулем близько 250 мм, на заході — близько 110 мм, на сході — 470 мм. Випаровування з поверхні озера близько 700 мм. Часті сильні вітри (до 30—40 м/сек), що викликають раптові шторми. Вітрові хвилі заввишки до 3—4 м. Річна амплітуда коливань рівня 10—50 см. Вищі рівні в серпні й вересні, нижчі — в лютому — березні. Температура води на поверхні в січні 2—3 °C, у липні й серпні 19—20 °C, на глибині понад 1000 м протягом всього року 3,5—4,9 °C. Крига утворюється тільки в затоках у холодні зими.

## Туризм

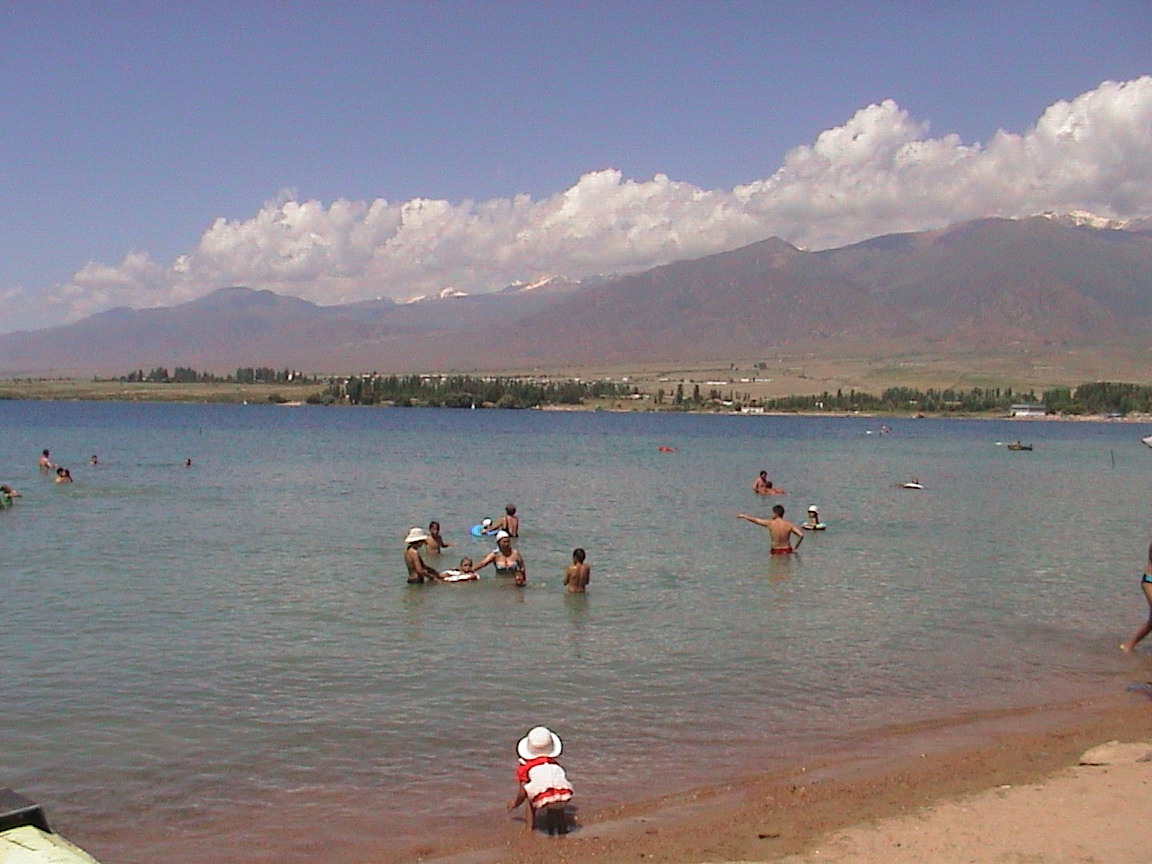

Озеро Іссик-Куль є головним джерелом доходів від туризму в Киргизстані. Проте на узбережжі озера Іссик-Куль досі немало неосвоєних місць, на місці яких поступово з'являються нові комфортабельні місця відпочинку.
Найпопулярніші серед туристів місця на озері Іссик-Куль — це міста Чолпон-Ата та Каракол, курортні селища Бостері, Сари-Ой, Чон-Сари-Ой, Тамчи, а також ущелина Жеті-Огуз.
Бі́льшу частину туристів, що відпочивають на озері Іссик-Куль, складають жителі Киргизстану та сусідніх країн.

## Біологія

### Рослини й безхребетні
Іссик-Куль має велику різноманітність фітопланктону (299 відомих видів, переважно ціанобактерії). Річна продуктивність фітопланктону низька, всього 49 г/м³. Гідрофітні рослини включають очерет звичайний, рогіз широколистий і Schoenoplectus tabernaemontani, вони зустрічаються на глибинах до 1,5 м. Такі гідатофітні рослини, як рдесник гребенястий, водопериця колосиста і різуха морська досягають глибин 30—40 м. Річна продуктивність макрофітів становить 277 г/м³. Харові є найбільш поширеними макрофітами, на які припадає 96 % маси макрофітів.
У водах озера живе 117 видів зоопланктону. До нього відносяться коловертки (98 видів), гіллястовусі (11 видів) і веслоногі раки (8 видів). Річна продуктивність зоопланктону становить 91 г/м³. Розподіл фітопланктону і зоопланктону нерівномірний; найбільша частина зосереджена в бухтах і на мілководді. Arctodiaptomus salinus виявлений по всьому озеру і становить 95-99 % біомаси. Цей вид мігрує на поверхню вночі і може досягати концентрації 35 000 особин в кубометрі води. Таким чином, цей вид є важливим джерелом харчування для риб.
Донні живі організми налічують 224 види. Більша їх частина живе на глибинах до 40 метрів. Основна частина біомаси складається з личинок дзвінцевих, молюсків, бокоплавовидних і мізидів. У глибших водах (до 70 м) переважають личинки дзвінцевих і Radix auricularia.

### Риби
Первісна іхтіофауна в озері Іссик-Куль була відносно бідною видами: 12 видів із трьох різних родин. П'ять видів риб є ендемічними. Ендемічні види чебачок іссик-кульський (Leuciscus bergi), Leuciscus schmidti і Phoxinus isciculensis схожі на такі види, як ялець звичайний (Leuciscus leuciscus) і мересниця річкова (Phoxinus phoxinus), які широко розповсюджені в Європі та Сибіру. Іссик-Куль спочатку не мав видів риб, які полюють на інших риб, що мало велике значення при вселенні нових видів риб.
Leuciscus schmidti живе біля узбережжя до глибин 35—40 метрів. Цей вид може бути довжиною 31 см і важити 650 г. Нерест відбувається на скелястому ґрунті на глибині 0,5–10 м між кінцем березня і серединою травня, коли температура води сягає 5 °C. Їжа переважно складається з харових водоростей. Існує також окрема мілководна форма цього виду, яка є меншою і пізніше нереститься.
До початку 1970-х років найважливішою рибою в озері був чебачок іссик-кульський. Він мешкав на глибинах понад 100 метрів і мав максимальну довжину 16,5 см і вагу 60 г. Вид більше не такий поширений.
Gymnodiptychus dybowskii можна знайти як на річках, так і на самому Іссик-Кулі. У озері є дві форми, одна з яких нереститься в озері взимку і менша форма, яка нереститься в річках влітку. Цей вид мав велике значення в рибальстві до 1970-х років.
Севанська форель, риба, ендемічна для озера Севан у Вірменії, була завезена на Іссик-Куль в 1970-х роках. Хоча ця риба є вимираючим видом у своєму «домашньому» озері, у неї набагато більше шансів вижити в озері Іссик-Куль, де вона спустошила місцеві види.
Інші інтродуковані види риб: лящ, карась сріблястий, короп звичайний, лин, сиг європейський, пструг райдужний, судак звичайний.

## Охорона озера
Озеро Іссик-Куль та прилегла до нього ділянка суходолу входять до природоохоронної зони Іссик-Кульського заповідника, першого заповідника в Киргизстані, який був створений 1948 року для охорони унікальних природних ландшафтів і водоплавних птахів. З 1975 року водоплавні птахи на території заповідника знаходяться під захистом Рамсарської конвенції. Біосферний заповідник «Исик-Кель», який входить до Всесвітньої мережі біосферних заповідників ЮНЕСКО, був створений 1998 року в адміністративних межах Іссик-Кульської області.